# Walter Payton Award
Ne doit pas être confondu avec Walter Payton Man of the Year Award.
Pour les articles homonymes, voir Payton.

Le Walter Payton Award est une récompense donnée chaque année au meilleur joueur offensif universitaire de NCAA Division I FCS (anciennement Division I-AA). Le lauréat est désigné par un panel national de journalistes et de directeurs de rédaction suivant ce championnat. 
Il est remis pour la première fois en 1987 et récompense le meilleur joueur de ce niveau universitaire. En 1995, le trophée n'est plus attribué qu'au meilleur joueur offensif du championnat après la création du Buck Buchanan Award en 1995 (ce dernier récompense le meilleur joueur défensif). 
Le trophée est reconnu comme la plus prestigieuse récompense de ce niveau universitaire.
Il doit son nom à Walter Payton, légende NFL du football américain qui avant joué en FCS chez les Tigers de Jackson State au début des années 1970.
Les équipes d'Eastern Washington et de Villanova ont remporté à trois reprises le trophée. Au niveau individuel, Armanti Edwards d'Appalachian State devient le premier à remporter à deux reprises le trophée. Il est suivi en 2017 par Jeremiah Briscoe (en) de Sam Houston State.

## Palmarès

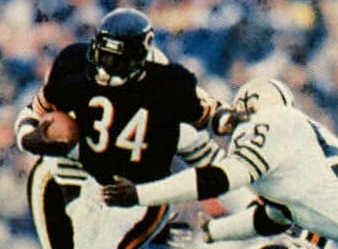
Walter Payton, ayant donné son nom au trophée, running back des Bears de Chicago le 7 octobre 1984 contre les Saints de La Nouvelle-Orléans - Recordman du nombre de yards gagnés à la course en NFL.

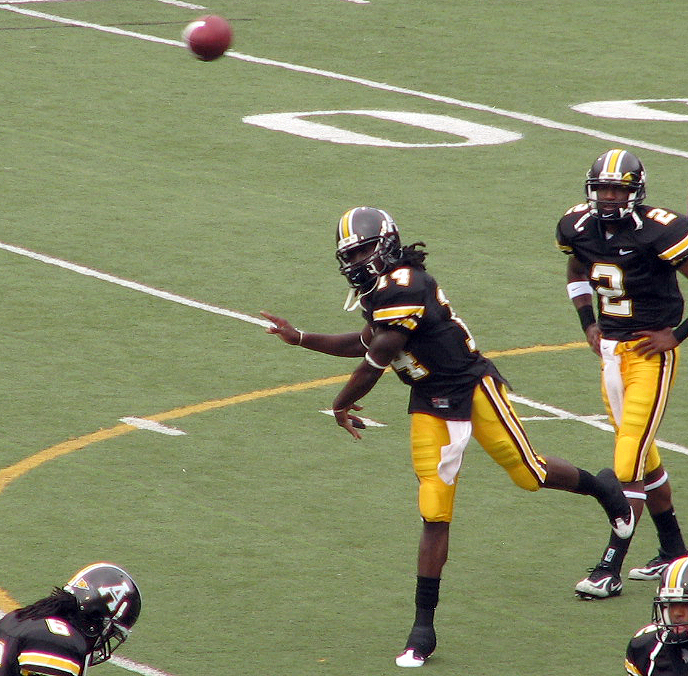
Le QB Armanti Edwards d'Appalachian State s'échauffant avant le match contre les Dolphins de Jacksonville en 2008.

| Année | Joueur                    | Université                           | Position      |
| ----- | ------------------------- | ------------------------------------ | ------------- |
| 2024  | Tommy Mellott (en)        | Bobcats de Montana State             | Quarterback   |
| 2023  | Mark Gronowski (en)       | Jackrabbits de South Dakota State    | Quarterback   |
| 2022  | Lindsey Scott Jr. (en)    | Cardinals d'Incarnate Word (en)      | Quarterback   |
| 2021  | Eric Barriere (en)        | Eagles d'Eastern Washington (4)      | Quarterback   |
| 2020  | Cole Kelley (en)          | Lions de Southeastern Louisiana (en) | Quarterback   |
| 2019  | Trey Lance                | Bison de North Dakota State          | Quarterback   |
| 2018  | Devlin Hodges (en)        | Bulldogs de Samford (en)             | Quarterback   |
| 2017  | Jeremiah Briscoe (en) (2) | Bearkats de Sam Houston State (2)    | Quarterback   |
| 2016  | Jeremiah Briscoe          | Bearkats de Sam Houston State        | Quarterback   |
| 2015  | Cooper Kupp               | Eagles d'Eastern Washington (3)      | Wide receiver |
| 2014  | John Robertson (en)       | Wildcats de Villanova (3)            | Quarterback   |
| 2013  | Jimmy Garoppolo           | Panthers d'Eastern Illinois (2)      | Quarterback   |
| 2012  | Taylor Heinicke           | Monarchs d'Old Dominion              | Quarterback   |
| 2011  | Bo Levi Mitchell          | Eagles d'Eastern Washington (2)      | Quarterback   |
| 2010  | Jeremy Moses (en)         | Lumberjacks de Stephen F. Austin     | Quarterback   |
| 2009  | Armanti Edwards (2)       | Mountaineers d'Appalachian State (2) | Quarterback   |
| 2008  | Armanti Edwards           | Mountaineers d'Appalachian State     | Quarterback   |
| 2007  | Jayson Foster (en)        | Eagles de Georgia Southern (2)       | Quarterback   |
| 2006  | Ricky Santos (en)         | Wildcats du New Hampshire (2)        | Quarterback   |
| 2005  | Erik Meyer (en)           | Eagles d'Eastern Washington          | Quarterback   |
| 2004  | Lang Campbell (en)        | Tribe de William & Mary              | Quarterback   |
| 2003  | Jamaal Branch (en)        | Raiders de Colgate                   | Running back  |
| 2002  | Tony Romo                 | Panthers d'Eastern Illinois          | Quarterback   |
| 2001  | Brian Westbrook           | Wildcats de Villanova (2)            | Running back  |
| 2000  | Louis Ivory (en)          | Paladins de Furman                   | Running back  |
| 1999  | Adrian Peterson           | Eagles de Georgia Southern           | Running back  |
| 1998  | Jerry Azumah (en)         | Wildcats du New Hampshire            | Running back  |
| 1997  | Brian Finneran (en)       | Wildcats de Villanova                | Wide receiver |
| 1996  | Archie Amerson (en)       | Lumberjacks de Northern Arizona      | Running back  |
| 1995  | Dave Dickenson            | Grizzlies du Montana                 | Quarterback   |
| 1994  | Steve McNair              | Braves d'Alcorn State                | Quarterback   |
| 1993  | Doug Nussmeier (en)       | Vandals de l'Idaho (2)               | Quarterback   |
| 1992  | Michael Payton (en)       | Thundering Herd de Marshall          | Quarterback   |
| 1991  | Jamie Martin (en)         | Wildcats de Weber State              | Quarterback   |
| 1990  | Walter Dean (en)          | Tigers de Grambling State            | Running back  |
| 1989  | John Friesz (en)          | Vandals de l'Idaho                   | Quarterback   |
| 1988  | Dave Meggett (en)         | Tigers de Towson State               | Running back  |
| 1987  | Kenny Gamble (en)         | Raiders de Colgate                   | Running back  |